# Фрейташ, Фабиано Рибейру де
Фабиано Рубейру де Фрейташ (порт. Fabiano Ribeiro de Freitas более известный как Фабиано порт. Fabiano; родился 29 февраля 1988 года в Мунду-Нову, Бразилия) — бразильский футболист, вратарь клуба «Омония».

## Клубная карьера

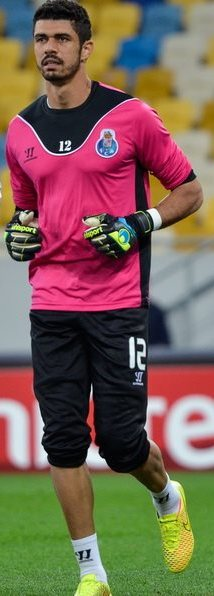
Фабиано в составе «Порту»

Фабиано начал карьеру в детской команде клуба «Рио Бранко». В 2006 году в возрасте восемнадцати лет он подписал контракт с «Сан-Паулу». 13 октября 2007 года в матче против «Флуминенсе» Фабиано дебютировал в бразильской Серии A. На протяжении четырёх сезонов это было его единственное появление в чемпионате в составе «Сан-Паулу», несмотря на это обстоятельство он дважды стал чемпионом страны. Для получения игровой практики Фабиано на правах аренды выступал за команды низших дивизионов бразильского первенства «Толедо Ворк», «Санту-Андре», «Гремио Баруэри» и «Америку» из Натала.
В 2011 году после окончания контракта он перешёл в португальский «Ольяненсе». 13 августа в матче против лиссабонского «Спортинга» Фабиано дебютировал в Сангриш лиге. он отыграл полностью весь сезон без замен и получил приглашение от «Порту». Фабиано подписал контракт на четыре года. Сумма трансфера составила 1,2 млн евро. 2 ноября в поединке против «Маритиму» он дебютировал за новую команду. Изначально Фабиано переходил в стан драконов в качестве дублёра Элтона, но в сезоне 2014/2015 он выиграл конкуренцию и стал первым номером «Порту». 21 апреля 2015 года в матче Лиги чемпионов против мюнхенской «Баварии» Фабиано пропустил шесть мячей, это поражения стало самым крупным в истории португальского клуба в европейских турнирах. В составе «Порту» он стал чемпионом и двукратным обладателем Суперкубка Португалии.
Летом 2015 года после прихода в клуб Икера Касильяса, Фабиано на правах аренды перешёл в турецкий «Фенербахче». 17 сентября в матче Лиги Европы против норвежского «Мольде» он дебютировал за новую команду. В составе «Фенербахче» он стал сменщиком Волкана Демиреля, получая игровую практику только в поединках Кубка Турции и Лиги Европы.

## Достижения
Командные
 «Сан-Паулу»
- Бразильская Серия A — 2007
- Бразильская Серия A — 2008

 «Порту»
- Чемпионат Португалии по футболу — 2012/2013
- Обладатель Суперкубка Португалии — 2012
- Обладатель Суперкубка Португалии — 2013